# كيم جين يي
كيم جين يي (الكورية: 김진이) مواليد 20 يونيو 1993، هي لاعبة كرة يد كورية جنوبية تلعب كظهير أيسر. مثلت منتخب كوريا الجنوبية لكرة اليد للسيدات. شاركت في دورة الألعاب الأولمبية الصيفية سنة 2016.

## سجل المنافسة
شاركت في البطولات التالية:
- الألعاب الأولمبية الصيفية 2016
- بطولة العالم لكرة اليد للسيدات 2011
- بطولة العالم لكرة اليد للسيدات 2013
- بطولة العالم لكرة اليد للسيدات 2015

## روابط خارجية
- كيم جين يي على موقع أوليمبيديا (الإنجليزية)